# جولاندا شپلاک
جولاندا شپلاک (انگلیسی: Jolanda Čeplak؛ زادهٔ ۱۲ سپتامبر ۱۹۷۶) دونده دو نیمه‌استقامت، و ورزشکار دو و میدانی اهل اسلوونی است.